# アポロ・アウトモビリ
アポロ・オートモービル(Apollo Automobile)は、ドイツの自動車会社。

## 沿革
2006年からグンペルト・アポロを生産していたグンペルト・シュポルトヴァーゲンは2013年に経営破綻して香港の企業の出資を受けて新たな経営母体の元でApollo Automobileとして経営再建された経緯がある。歴史は浅いものの、ブランドを確立しつつある。生産する車種はApollo NやApollo Intensa Emozioneで少数を生産する。開発の拠点はイギリスにある。

## ラインナップ
Apollo N
ガルウィングドアを備える
Apollo Arrow
2016年に発表されたハイパーカー
Apollo Intensa Emozione
2018年に10台だけ生産されたハイパーカー。
Project Evo
2021年発表のIntensa Emozione後継モデル。
EVision
2021年発表の4ドアセダン。

## ギャラリー

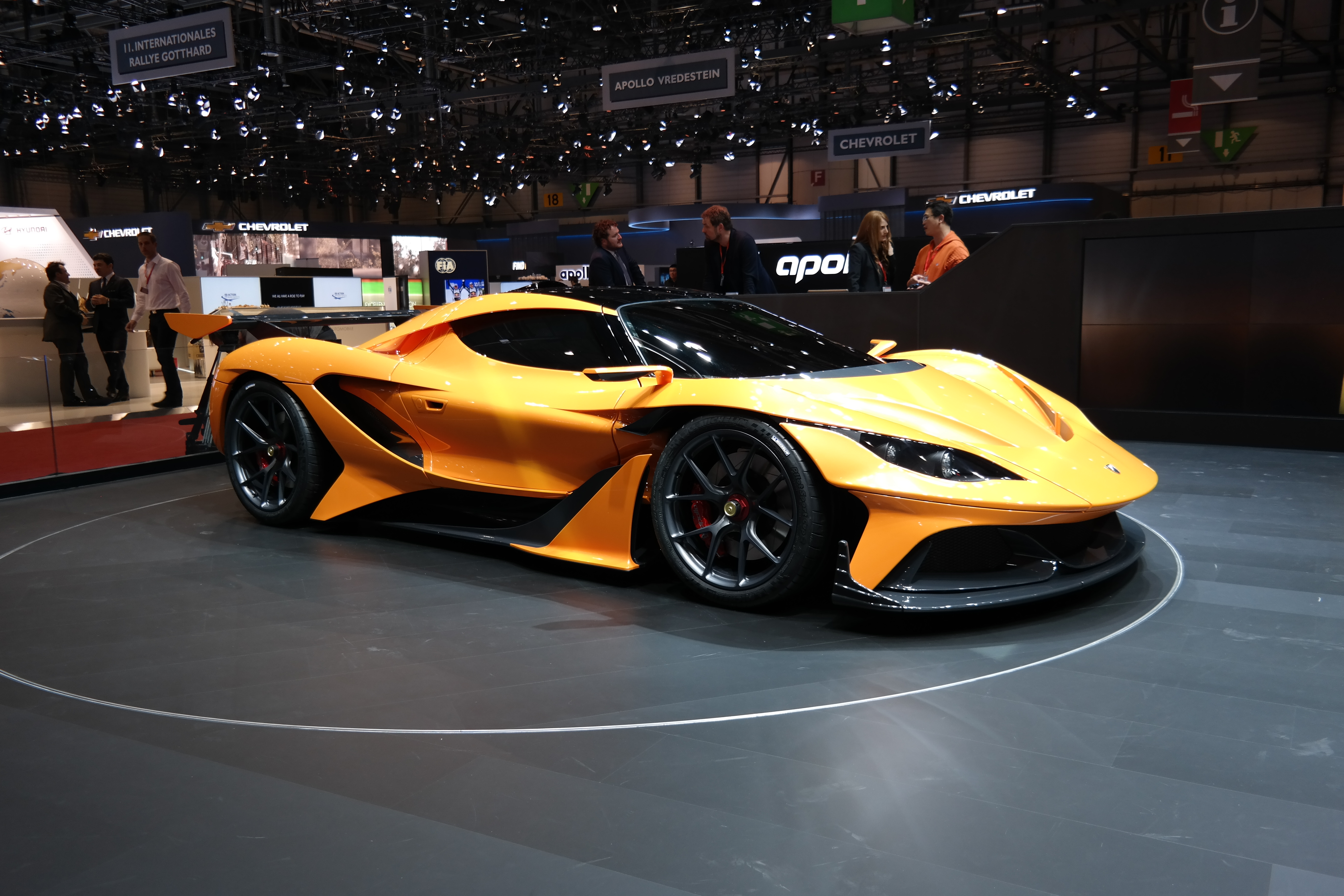
2016年のジュネーヴモーターショーで公開されたApollo Arrow
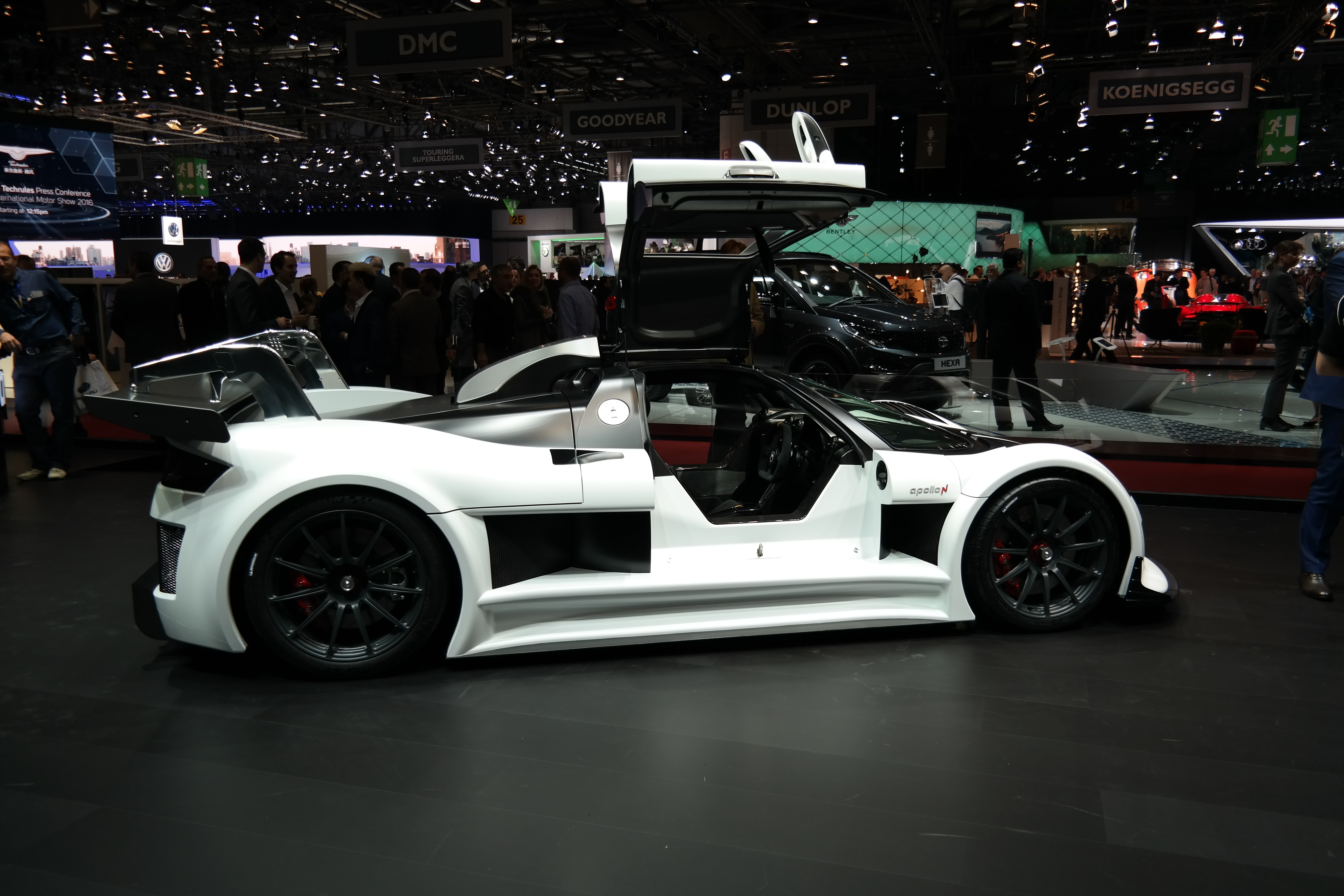
Apollo N
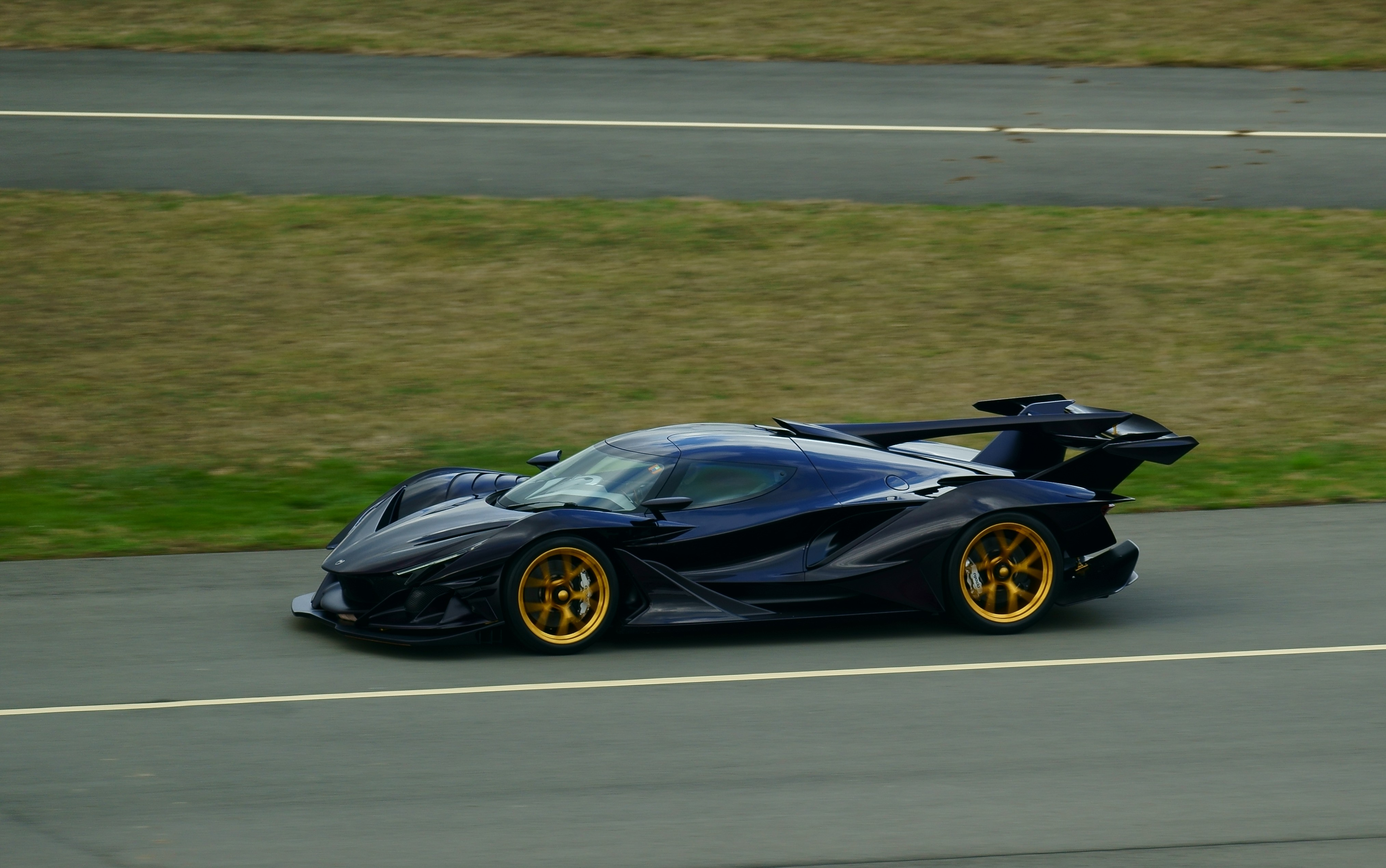
走行中のApollo IE